# 高知県立清水高等学校
高知県立清水高等学校（こうちけんりつ しみずこうとうがっこう）は、高知県土佐清水市加久見に所在する公立の高等学校。周囲が黒潮の海、加久見の川、山に囲まれた風光明媚な場所に建つ。
清水高等学校のある高知県土佐清水市は、アメリカ合衆国マサチューセッツ州フェアヘイブン市と姉妹都市関係を結んでおり、清水高等学校の生徒をアメリカ合衆国マサチューセッツ州フェアヘイブン高校や大学へ短期留学をするプログラムがある。近年では専門学校や大学進学にも力を入れており、地元の高知大学や高知県立大学、専門学校のほかにも、県外の国立大学や私立大学、公立大学への進学実績もある。過去には東京大学進学者も輩出している。

## 設置学科
- 全日制課程
  - 普通科（1学年あたり80名）
- 定時制課程
  - 普通科（1学年あたり40名）

## 沿革
- 1947年2月1日 - 高知県立中村中学校・中村高等女学校清水分教場として開校[1]。
- 1948年4月1日 - 学制改革により高知県立中村高等学校分教場となる[1]。
- 1949年4月1日 - 現校名となり独立[1]。
- 1954年4月1日 - 定時制を設置[1]。
- 1963年4月1日 - 漁業科を設置[1]。
- 1999年3月31日 - 漁業科を廃止[1]。漁業科は高知県立室戸岬水産高等学校・高知県立高岡高等学校宇佐分校とともに高知県立高知海洋高等学校（1997年開校）へ統合された[2]。
- 2007年4月1日 - 定時制課程を学年制から単位制に改編。